# حدائق أكدال
حدائق أكدال أو بساتين أكدال هي منتزه طبيعي وسط مدينة مراكش بالمغرب.أسسها الخليفة الموحدي عبد المومن بن علي. يمكن للزائر أن يجد فيها مئات الأشجار المثمرة. هذه الحدائق تعتبر مكانا مميزا للاستمتاع بالهدوء والاسترخاء، فهي بعيدة عن الضجيج وملاذ حقيقي للفارين من ضوضاء المدينة الحمراء.ويسمى أيظا جنان الصالحة هو الاسم الشعبي الذي يطلقه المراكشيون على حدائق اكدال.وتُعد هذه الحدائق من أبرز الشواهد على براعة المهندسين الزراعيين في الحضارة الإسلامية المغربية، إذ جمعت بين جمالية التصميم ووظيفة الإنتاج الزراعي. كما تُعتبر جزءاً من التراث الطبيعي والتاريخي لمدينة مراكش، لما لها من صلة وثيقة بالتقاليد السلطانية والحدائق الملكية التي أحاطت بالقصور منذ قرون. وتستقطب حدائق أكدال اليوم الزوار من داخل المغرب وخارجه، باعتبارها فضاءً طبيعياً يعكس روعة التوازن بين الإنسان والطبيعة في فضاء حضري عريق.

## وصفها
تتوفر حدائق أكدال على عشرات الأنواع من الأشجار المثمرة، وهي متاحة للزوار على مساحة تتجاوز 500 هكتار، ما يضفي على الحديقة رونقا خاصا هو استقطابها لمجموعة من الطيور النادرة، فزوارها يستمتعون كثيرا بمراقبة الطيور والإنصات إلى زقزقتها وشدوها الذين يشنفان الآذان. يحار الزائر إذن في التمييز بين حدائق وجنان مدينة البهجة أو التفضيل بينها، فهي أجزاء متناغمة تتجمع لتشكل صورة مدينة لم يثنها التحضر والتعمير عن الحفاظ على ثروتها الخضراء التي لا تقدر بثمن.

## المكونات
تُعدّ حدائق أكدال بمراكش من أقدم الحدائق التاريخية المستمرة في العالم، إذ تعود نشأتها إلى العصر الموحدي في القرن الثاني عشر الميلادي، وقد أسسها الخليفة أبو يعقوب يوسف، نجل عبد المومن بن علي الكومي.، ويجمع بين عناصر بيئية وهندسية ومعمارية متكاملة، مما يجعله شاهدًا على عبقرية التنظيم الزراعي والهيدروليكي المغربي في العصر الوسيط.

### مكونات طبيعية وزراعية
تتوفر حدائق أكدال على تنوع كبير من الأشجار المثمرة، أبرزها:
- أشجار الزيتون
- أشجار البرتقال
- أشجار المشمش
- أشجار الرمان

كما كانت تُستغل الحديقة أيضًا في زراعة الشعير والقمح والخرطال (الشوفان)، ما يعكس وظيفتها الاستراتيجية كاحتياطي غذائي في عهد الموحدين.

### مكونات مائية وهندسية
تتميز حدائق أكدال بشبكة متطورة من البنيات المائية والهيدروليكية التي أنشئت في القرن الثاني عشر الميلادي ولا تزال تُستخدم جزئيًا حتى اليوم، وتتمثل في:
- صهريج دار الهنا: أكبر صهريج مائي تقليدي في المغرب، بُني وفق نظام متطور لجلب المياه من أعالي الأطلس عبر قنوات تحت أرضية.[11]
- صهريج الغرسية: صهريج ضخم آخر يُعدّ جزءًا من النظام المائي.
- قنوات الري: شبكة من السواقي المائية تحت الأرض أو المشيدة بالحجر والطوب ( الخطارات)، توزع المياه على مختلف بساتين الحديقة.[11]

### مكونات معمارية وتدبيرية
تضم الحديقة عدة منشآت ذات طابع عمراني وزراعي، أهمها:
- بناية دار الهنا: المشيدة على أطراف الصهريج الرئيسي.
- منشآت تخزين المنتجات الزراعية ومرافق مرتبطة بالبستنة التقليدية.[11]

## أهميتها
لقد كانت حدائق أكدال حجر الزاوية في مشروع الدولة الموحدية الزراعي والهيدروليكي، حيث أسسها الخليفة أبو يعقوب يوسف بعد توليه الحكم في منتصف القرن الثاني عشر كمخزونٍ فلاحي وقاعدةٍ لإدارة الموارد المائية في مراكش. اعتمد المخطط الموحدي على جلب مياه الأطلس الكبير عبر قنوات تحت أرضية متقنة، مما مكّن من تحويل مساحات شاسعة إلى بساتين مثمرة  على مدار العام.في القرن السادس عشر، حافظت السلالات اللاحقة على أهمية الحدائق، فأعاد السلطان أحمد المنصور الذهبي تأهيلها وتوسيع شبكة السواقي، ثم استغلها العلويون لاحقًا كمزارٍ صيفي للقصر الملكي ومكانٍ للصيد والنزهة. وهكذا، أصبحت حدائق أكدال رمزًا للتمازج بين الوظيفة الاقتصادية والترف السلطاني، يعكس استمرارًا لتقاليد البستنة الملكية المغربية.
إلى جانب دورها الزراعي والسياسي، شكّلت الحدائق فضاءً اجتماعيًا وثقافيًا، حيث كان تُقام فيها الاحتفالات الرسمية ومراسيم استقبال السفراء. وقد سجلت المصادر التاريخية زيارة القناصل الأوروبيين للحدائق وأشادوا بدقتها الهندسية وروعة تنسيقها، مما أسهم في نقل صورة مشرفة عن إمكانات الهندسة الإسلامية إلى الخارج.
بالاظافة لكل ماسبق  لعب حداىق أكدال دورًا عسكريًا مهمًا في تاريخ مراكش. يشير المؤرخ الفرنسي غاستون دوفيردون في كتابهMarrakech des origines à 1912 إلى أن الصهاريج والبرك الواسعة داخل حدائق أكدال والمنارة كانت تُستخدم:
- **لتدريب الجنود على السباحة** في المياه الهادئة للصهاريج، مما زاد من مرونتهم ومهاراتهم القتالية البحرية.[15]
- **لتنفيذ تدريبات قتالية تحت الماء**، حيث كان الجنود يمارسون مناورات تحملهم على الحركة والصمود في ظروف قاسية.
- **لتعليم الفرسان خيولهم فن المناورة المائية**، وذلك عبر عبور الخيول للأحواض، مما عزز قدرتهم على أداء واجبات عسكرية في تضاريس مماثلة خلال الحروب.[15]

وبالمثل، استُخدمت حدائق أكدال بصهاريجها الضخمة — ولا سيما صهريج دار الهنا وصهريج الغرسية — لأغراض عسكرية مماثلة، إذ وفرت هذه المسطحات المائية مجالًا لتدريب المشاة والفرسان على التنقل في بيئة رطبة، إضافة إلى كونها موقعًا مناسبًا لاختبار أسلحة خفيفة مثل الرماح والنبال في ظروف واقعية.
في العصر الحديث، حظيت حدائق أكدال بالاعتراف الدولي عندما أدرجتها منظمة اليونسكو ضمن قائمة التراث العالمي لمدينة مراكش عام 1985، مما أكسبها بعدًا تراثيًا عالميًا وحفّز على تنفيذ برامج صيانة وحماية للحفاظ عليها كإرث حضاري حي.

## معرض الصور

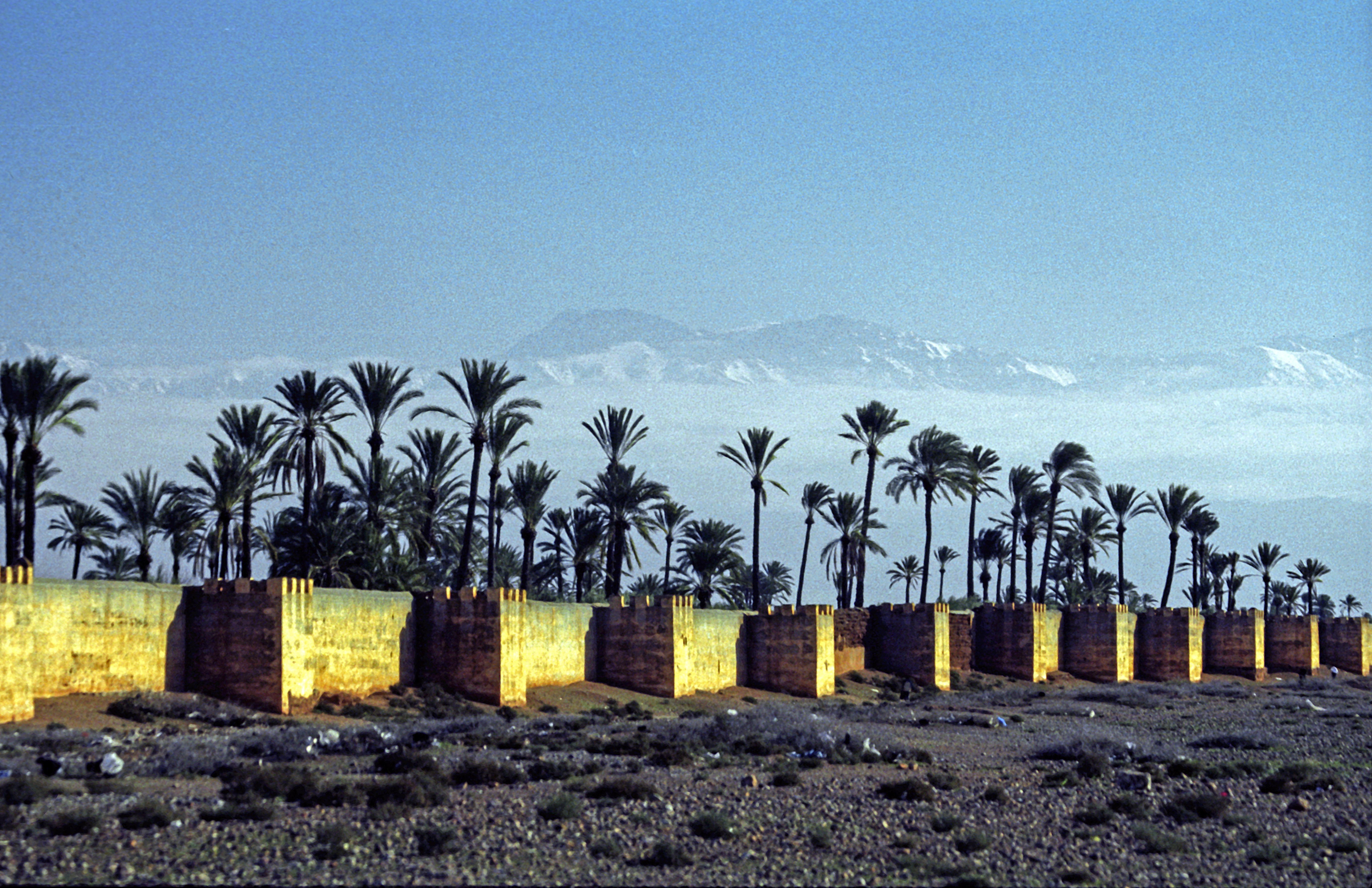
سور حدائق اكدال
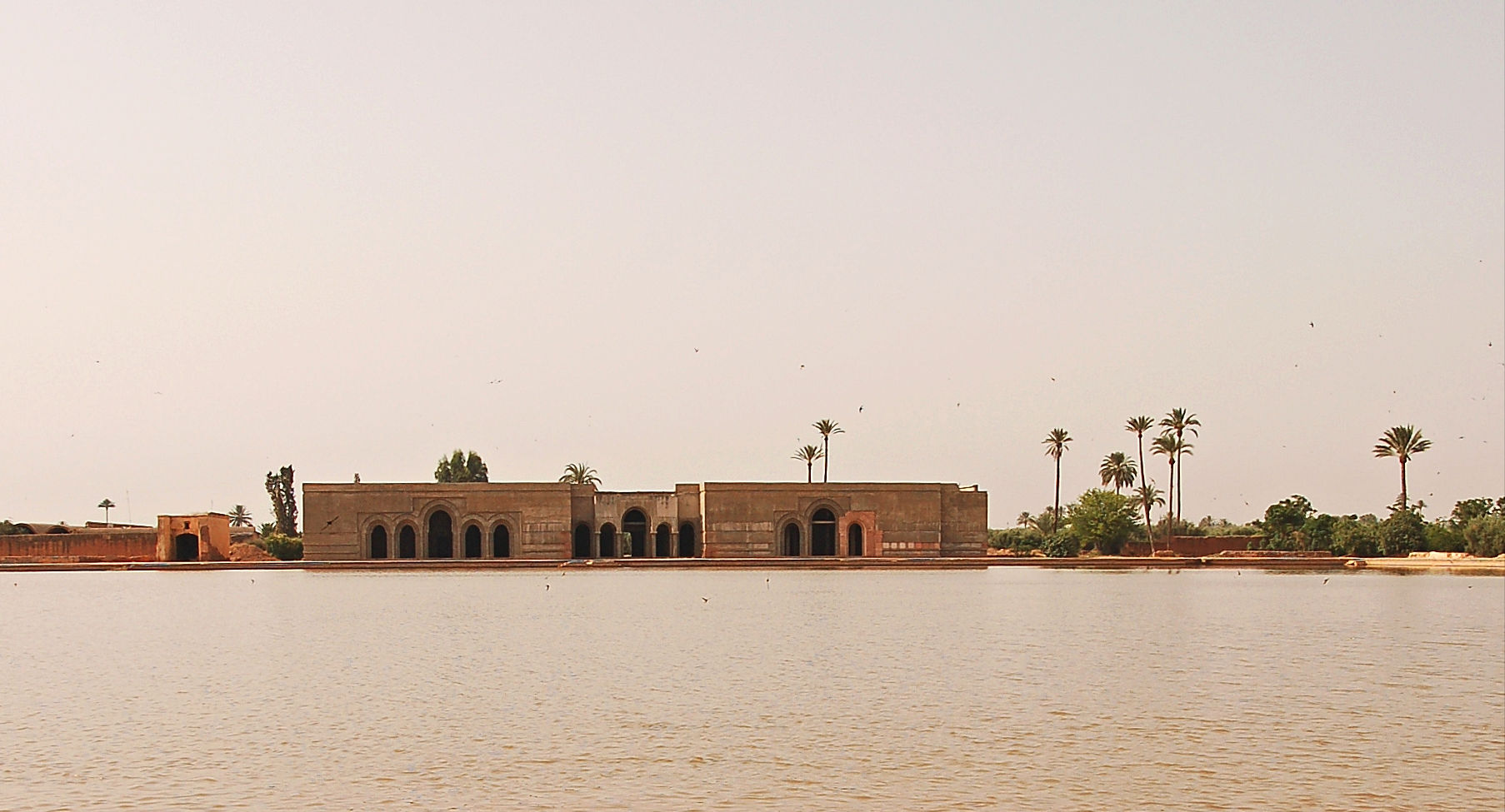
أحد صهريجي حدائق  اكدال
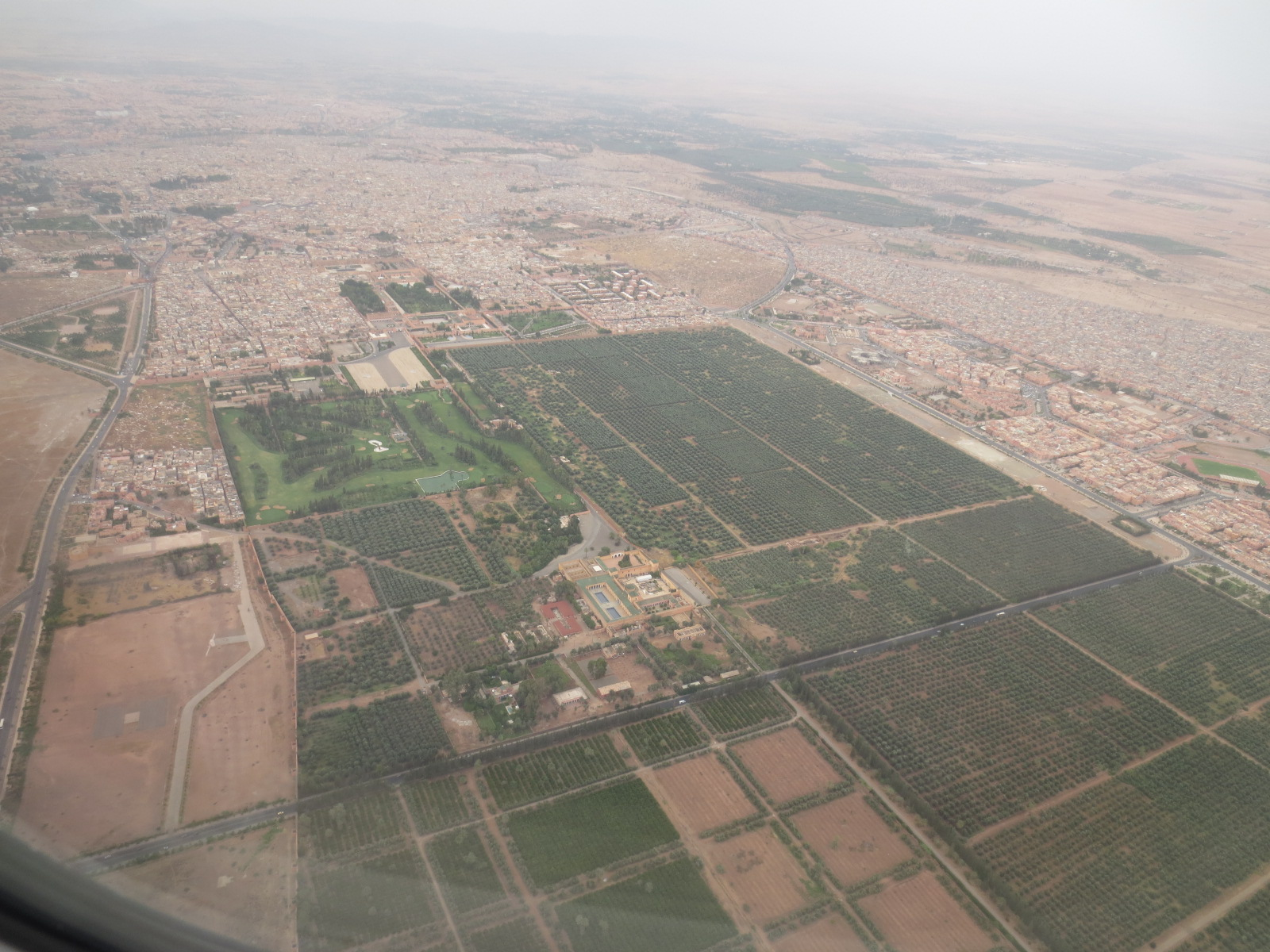
صورة جوية لحدائق اكدال
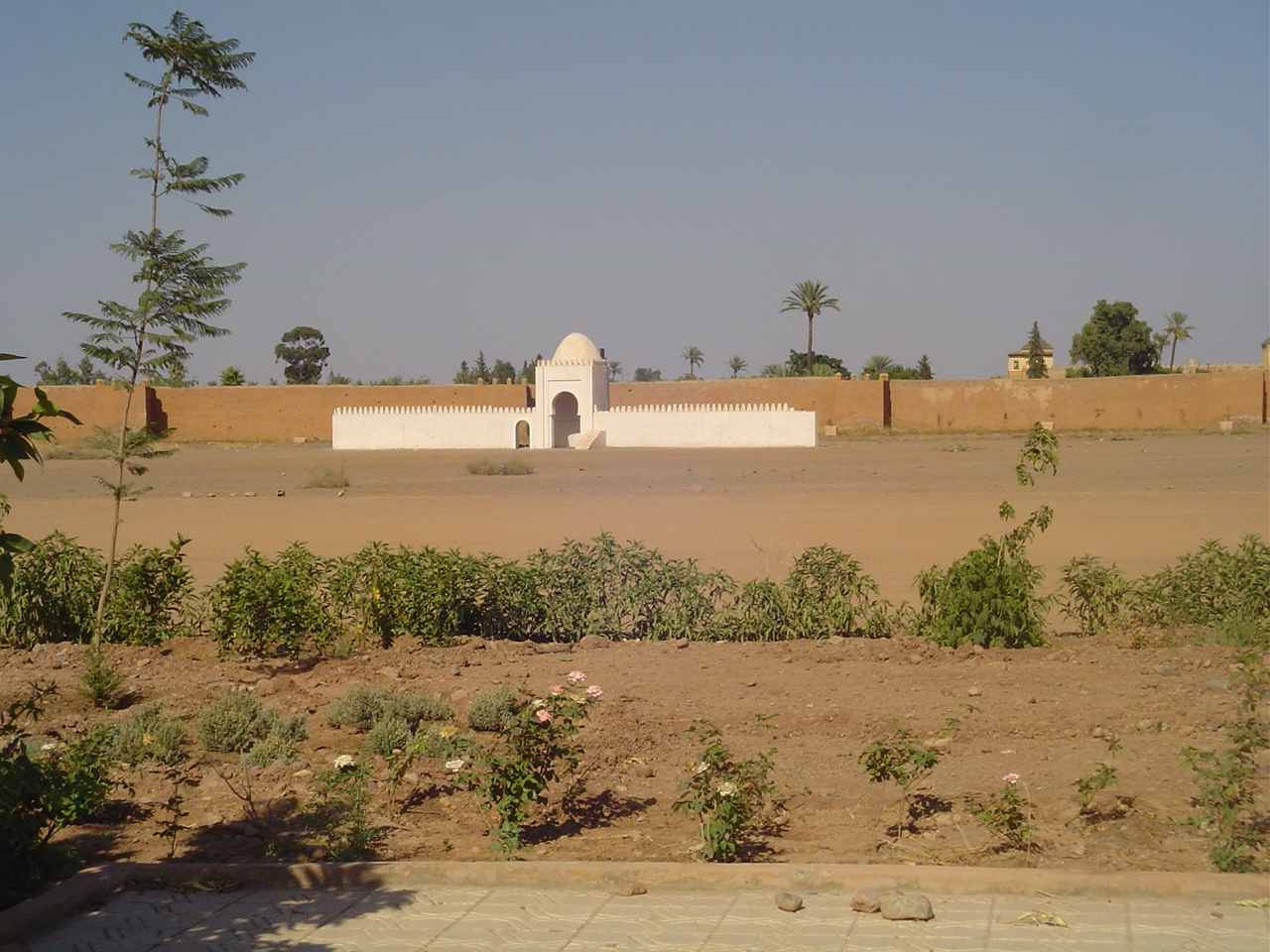
مصلى سيدي عمارة المحاذي لحدائق اكدال
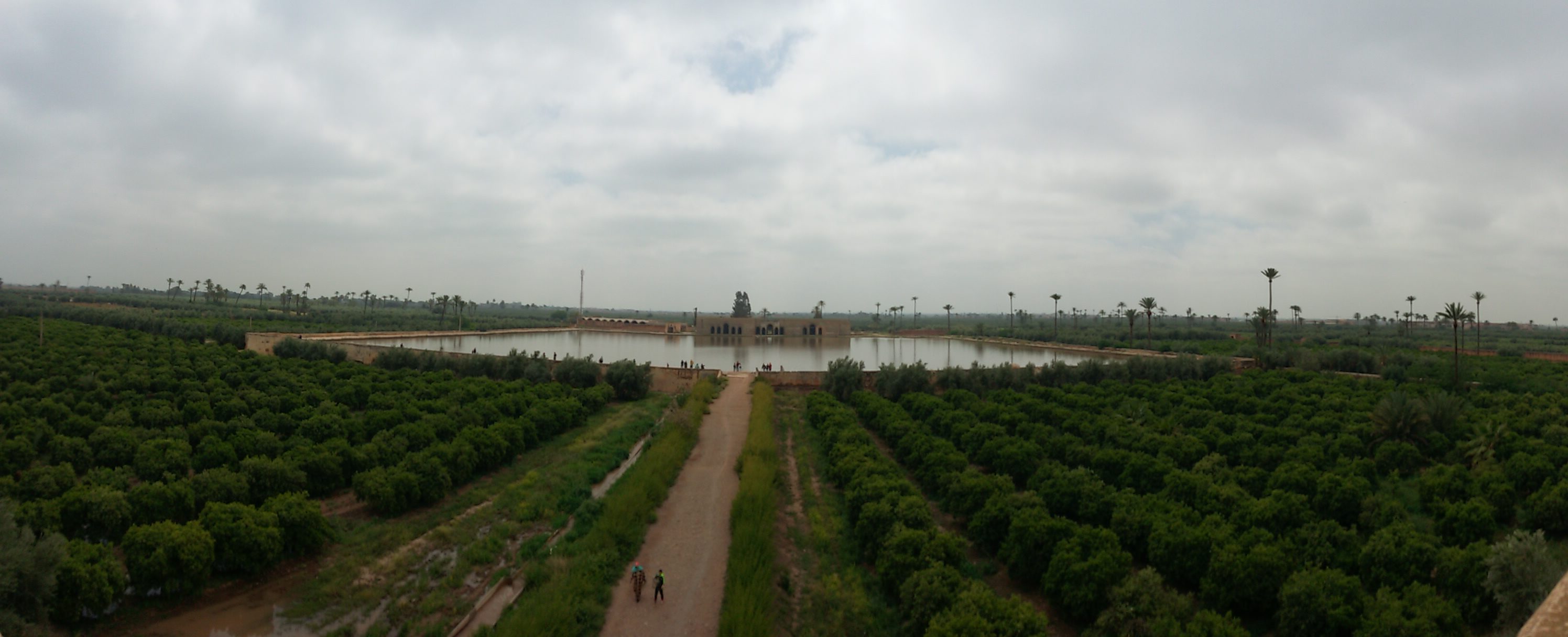
اشجار الزيتون بحدائق اكدال